# Ájatolláh

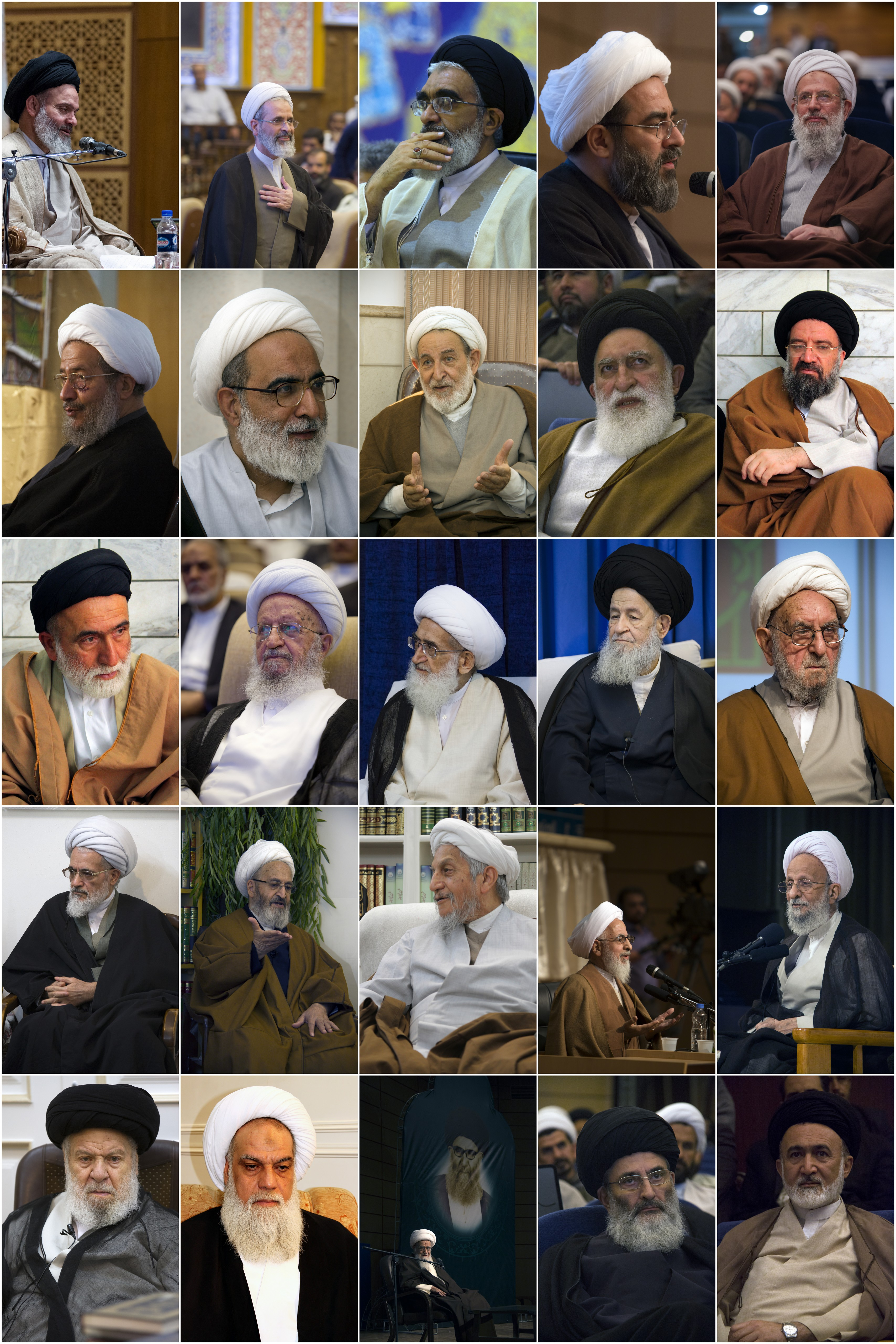
Velkoajatolláhové

Ájatolláh, často přepisováno i jako ajatolláh (persky آیات لله‎, arabsky  آية الله‎ = znamení Alláhovo), je vysokou hodností, kterou může v šíitské větvi islámu dosáhnout znalec islámského práva (mudžtáhid). Poprvé byl titul užit pro Hasana al-Hillího (1250–1325), zvaného al-'Allamá („vysoce učený“), ale teprve ve 20. století se stal všeobecně rozšířeným. Většina ájatolláhů působí v Íránu (zhruba 5000), z toho 80 v mocenských strukturách státu.
Obzvlášť vážení ájatolláhové bývají označováni jako „velkoájatolláh“ neboli arabsky Āyat Allāh al-ʿUẓmā, آیتاللهالعظمی. V současnosti žijí a působí v Íránu tři velkoájatolláhové, a sice Hossein Noori Hamedani, Jusuf Sanei a Sadegh Husseini Schirasi. V Iráku žije a má velký vliv velkoájatolláh Ali as-Sistani.
I velkoájatolláhové však stojí v hierarchii šíitského islámu pod hodností mardschaʿ-e Taghlid (arabsky مرجع التقليد). Existuje konsens, že takový mardschaʿ-e Taghlid musel sepsat právnické pojednání o tzv. šaríi.